# Resolutie 1445 Veiligheidsraad Verenigde Naties
Resolutie 1445 van de Veiligheidsraad van de Verenigde Naties werd unaniem door de
VN-Veiligheidsraad aangenomen op 4 december 2002.

## Achtergrond
In 1994 braken in de Democratische Republiek Congo etnische onlusten uit die onder meer werden veroorzaakt door de vluchtelingenstroom uit de buurlanden Rwanda en Burundi. In 1997 beëindigden rebellen de lange dictatuur van Mobutu en werd Kabila de nieuwe president. In 1998 escaleerde de burgeroorlog toen andere rebellen Kabila probeerden te verjagen. Zij zagen zich gesteund door Rwanda en Oeganda. Toen hij in 2001 omkwam bij een mislukte staatsgreep werd hij opgevolgd door zijn zoon. Onder buitenlandse druk werd afgesproken verkiezingen te houden die plaatsvonden in 2006 en gewonnen werden door Kabila. Intussen zijn nog steeds rebellen actief in het oosten van Congo en blijft de situatie er gespannen.

## Inhoud

### Waarnemingen
De Veiligheidsraad herinnerde alle landen eraan dat ze geen geweld mochten gebruiken tegen de territoriale integriteit of onafhankelijkheid van een ander land. De Veiligheidsraad bevestigde ook de soevereiniteit van de Democratische Republiek Congo over haar natuurlijke rijkdommen.

### Handelingen
De Raad verwelkomde het akkoord van Congo met Rwanda op 30 juli en met Oeganda op 6 december en de beslissing van alle buitenlandse partijen om hun troepen uit Congo terug te trekken. Alle gewapende groepen werden opgeroepen vrijwillig te ontwapenen en demobiliseren.
De Raad autoriseerde de uitbreiding van de MONUC-vredesmacht tot 8700 manschappen zoals door de secretaris-generaal was voorgesteld. Dat moest gebeuren in twee task forces, waarbij de tweede pas zou worden ingezet als de eerste niet voldoende capaciteit bleek te hebben.
De partijen moesten een oplossing voor het conflict zoeken en daarom werd opgeroepen om:
- Alle vijandelijkheden door reguliere legers en gewapende groepen in Congo te beëindigen,
- Alle steun aan gewapende groepen stop te zetten,
- MONUC en de TPVM (die toezag op de Rwandese terugtrekking) volledige toegang tot het grondgebied te geven,
- Aangeklaagde personen uit te leveren aan het Rwanda-tribunaal,
- Kisangani onverwijld te demilitariseren,
- De bewegingsvrijheid op de Kongostroom te herstellen.

## Verwante resoluties
- Resolutie 1399 Veiligheidsraad Verenigde Naties
- Resolutie 1417 Veiligheidsraad Verenigde Naties
- Resolutie 1457 Veiligheidsraad Verenigde Naties (2003)
- Resolutie 1468 Veiligheidsraad Verenigde Naties (2003)

Lijst ·  1387 ·  1388 ·  1389 ·  1390 ·  1391 ·  1392 ·  1393 ·  1394 ·  1395 ·  1396 ·  1397 ·  1398 ·  1399 ·  1400 ·  1401 ·  1402 ·  1403 ·  1404 ·  1405 ·  1406 ·  1407 ·  1408 ·  1409 ·  1410 ·  1411 ·  1412 ·  1413 ·  1414 ·  1415 ·  1416 ·  1417 ·  1418 ·  1419 ·  1420 ·  1421 ·  1422 ·  1423 ·  1424 ·  1425 ·  1426 ·  1427 ·  1428 ·  1429 ·  1430 ·  1431 ·  1432 ·  1433 ·  1434 ·  1435 ·  1436 ·  1437 ·  1438 ·  1439 ·  1440 ·  1441 ·  1442 ·  1443 ·  1444 ·  1445 ·  1446 ·  1447 ·  1448 ·  1449 ·  1450 ·  1451 ·  1452 ·  1453 ·  1454